# 一宮市立木曽川中学校
一宮市立木曽川中学校（いちのみやしりつきそがわちゅうがっこう）は、愛知県一宮市にある公立中学校。

## 概要
一宮市木曽川町の中学校。校区は木曽川町全域で、一宮市立黒田小学校、一宮市立木曽川東小学校、一宮市立木曽川西小学校をそれぞれ卒業した生徒が通学する。一宮市で最多の生徒数（約1,000人）の中学校であり、「千人力」という学校の表題が有る。

## 沿革
- 1947年（昭和22年）‐尾州織物工業協同組合事務所の仮校舎にて、木曽川町立木曽川中学校として開校
- 1948年（昭和23年）‐現在地に移転
- 2005年（平成17年）‐一宮市、尾西市、木曽川町が合併し、新生一宮市が誕生。これにより一宮市立木曽川中学校と校名を改称する。

## 所在地
愛知県一宮市木曽川町里小牧北青木25